# Reinier III van Monaco
Rainier (Reinier) Louis Henri Maxence Bertrand Grimaldi (Monaco, 31 mei 1923 – aldaar, 6 april 2005) was van 1949 tot 2005 vorst van Monaco.
Zijn officiële titel was Zijne Doorluchtigheid de Soevereine Vorst van Monaco en hij regeerde bijna 56 jaar over het vorstendom Monaco, waardoor hij een van de langst regerende vorsten van de 20e eeuw was. Hoewel hij buiten Europa vooral bekend was door zijn huwelijk met de Amerikaanse actrice Grace Kelly, was hij ook verantwoordelijk voor de hervorming van de grondwet van Monaco en voor de uitbreiding van de economie van het prinsdom naast het traditionele gokparadijs. Toen Rainier in 1949 de troon besteeg was de gokindustrie goed voor meer dan 95 procent van de jaarlijkse inkomsten van het land; bij zijn overlijden was dat nog ongeveer drie procent. Rainier staat erom bekend dat hij Monaco minder afhankelijk heeft gemaakt van inkomsten uit casino's en toerisme, door zakelijke initiatieven te stimuleren.

## Vroegere leven
Hij werd geboren als zoon van prinses Charlotte van Monaco en Pierre de Polignac. Omdat zijn moeder haar recht op de troon in 1944 aan hem had afgestaan, volgde Reinier op 9 mei 1949 zijn grootvader Lodewijk II op als vorst van Monaco.
Reinier had een oudere zus, Antoinette barones de Massy, die op 18 maart 2011 op 90-jarige leeftijd overleed. Zij was onpopulair omdat haar werd verweten dat ze complotten smeedde om haar broer ten val te brengen en aldus een van haar eigen nakomelingen op de troon te brengen - onder andere gestook om te beletten dat Reinier ooit zou kunnen trouwen en kinderen krijgen. Ze werd verbannen van het hof.
In de jaren 1940 en 1950 had prins Reinier zes jaar een relatie met de Franse filmster Gisèle Pascal. Het koppel ging uit elkaar en hun voorgenomen huwelijk werd afgeblazen, toen uit medisch onderzoek bleek dat Gisèle Pascal onvruchtbaar zou zijn (later zou Pascal alsnog een kind krijgen met een Franse acteur). Er wordt wel beweerd dat dit nieuws werd gelekt door de zuster van Reinier, prinses Antoinette, die haar eigen zoon in plaats van Reinier op de troon wilde hebben, maar bewezen is dit niet.
Hij studeerde aan de prestigieuze Sciences Po in Parijs.

## Huwelijk
Hij trad op 18 april 1956 burgerlijk en op 19 april 1956 kerkelijk in het huwelijk met de Amerikaanse actrice en Oscar-winnares Grace Kelly, die sindsdien de titel Hare Doorluchtige Hoogheid Vorstin Grace mocht dragen en in de pers meestal prinses Grace werd genoemd. Reinier had de Hollywoodster leren kennen op het filmfestival van Cannes.
Uit dit huwelijk werden drie kinderen geboren:
- Caroline Louise Marguerite (23 januari 1957)
- Albert Alexandre Louis Pierre (14 maart 1958), huidige prins van Monaco
- Stéphanie Marie Elisabeth (1 februari 1965)

Reinier had ook negen kleinkinderen, waarvan zeven wettige. Op 14 september 1982 overleed prinses Grace op 52-jarige leeftijd aan de gevolgen van een auto-ongeluk, nadat zij door een beroerte was getroffen. Lange tijd ging het gerucht, dat haar dochter Stéphanie aan het stuur zat en de controle over het voertuig verloor.

## Als vorst
Reinier is verantwoordelijk voor de constitutie van 1962, die zijn eigen macht danig inperkte. In de jaren 80 stimuleerde hij de economie van zijn staatje. Een wetswijziging in 2002 versoepelde de erfopvolgingsregels in het vorstendom zodat ook de zussen van de regerende vorst de troon kunnen bestijgen. Reden hiervoor was de destijds ongehuwde staat van zijn opvolger Albert.

## Gezondheid en dood
Reiniers zwakke gezondheid noodzaakte hem in zijn laatste levensjaren steeds meer verantwoordelijkheden over te dragen aan Caroline en aan Albert, om de kroonprins voor te bereiden op de troon. In de laatste drie jaren van zijn leven was de gezondheidstoestand van Reinier geleidelijk aan verslechterd. In het begin van 2004 werd hij opgenomen in het ziekenhuis voor coronaire problemen. In oktober werd hij opnieuw naar het ziekenhuis gebracht met een longinfectie. In november van dat jaar verscheen troonopvolger Albert II van Monaco in de Larry King Liveshow op de zender CNN en vertelde hij presentator Larry King dat het goed ging met zijn vader, hoewel hij last had van bronchitis.
Op 7 maart 2005 werd hij opnieuw opgenomen in het ziekenhuis met een zware longontsteking. Op 22 maart werd hij verplaatst naar de bewakingsafdeling van het ziekenhuis. Zijn dochters Caroline en Stéphanie en zijn zoon Albert bleven sindsdien aan zijn ziekbed, waar hij kunstmatig werd beademd. Op 26 maart heeft het paleis gemeld dat ondanks de intensieve voortdurende inspanningen om de gezondheidstoestand van de prins te verbeteren, deze bleef verslechteren, maar de volgende dag was hij naar verluidt bij bewustzijn en waren zijn hart- en nieraandoeningen gestabiliseerd. Zijn prognose was nog steeds "zeer terughoudend". Op 31 maart 2005 werd bekendgemaakt dat de prins met onmiddellijke ingang alle taken had overgedragen aan zijn zoon Albert. Op 1 april 2005 heeft het paleis aangekondigd dat de artsen van mening waren dat de kansen op herstel "klein" waren.
Reinier III overleed op 81-jarige leeftijd op de bewakingsafdeling van een ziekenhuis in Monaco in de vroege ochtend van 6 april 2005, om 6.35 uur. Het paleis van de ministaat meldde dat de vorst stierf aan de gevolgen van een longontsteking en een hartziekte. Hij werd begraven op 15 april 2005, naast zijn vrouw prinses Grace, in de Kathedraal van Monaco, de laatste rustplaats van de vorige soevereine prinsen van Monaco en een aantal van hun vrouwen, en de plaats waar prins Reinier en prinses Grace trouwden in 1956. Omdat zijn overlijden kort na dat van paus Johannes Paulus II op 2 april 2005 kwam, werd de dood van Reinier daardoor overschaduwd in de media.
- Bibsys: 90507659
- Biblioteca Nacional de España: XX887179
- Bibliothèque nationale de France: cb12259279t (data)
- Catàleg d'autoritats de noms i títols de Catalunya: 981058523915506706
- Gemeinsame Normdatei: 118921053
- International Standard Name Identifier: 0000 0001 1447 5718
- Library of Congress Control Number: n86102524
- National Archives and Records Administration: 10570996
- Nationale Bibliotheek van Tsjechië: xx0032127
- Nationale Bibliotheek van Polen: a0000001635012
- Nederlandse Thesaurus van Auteursnamen: 142915386
- Système universitaire de documentation: 028005236
- Trove: 1049599
- Virtual International Authority File: 71448012
- WorldCat: E39PBJcKPd3hVy4FKHR8yTJdQq

Reinier I · Karel I, Anton, Reinier II en Gabriël · Lodewijk en Jan I · Lodewijk · Ambrosius en Jan I · Jan I · Catalanus · Claudine · Lambert · Jan II · Lucianus · Augustinus · Honorius I · Karel II · Hercules · Honorius II · Lodewijk I · Anton I · Louise Hippolyte · Jacobus I · Honorius III · Honorius IV · Honorius V · Florestan I · Karel III · Albert I · Lodewijk II · Reinier III · Albert II